# إدوارد سعيد
إدوارد وديع سعيد (1 نوفمبر 1935 القدس - 25 سبتمبر 2003 نيويورك) Edward W. Said مُنظر أدبي فلسطيني-أمريكي. يعد أحد أهم المثقفين الفلسطينيين وحتى العرب في القرن العشرين سواءً من حيث عمق تأثيره أو من حيث تنوع نشاطاته، بل ثمة من يعتبره واحداً من أهم عشرة مفكرين تأثيراً في القرن العشرين. كان أستاذاً جامعياً للنقد الأدبي والأدب المقارن في جامعة كولومبيا في نيويورك ومن الشخصيات المؤسسة لدراسات ما بعد الاستعمارية (ما بعد الكولونيالية). ومدافعاً عن حقوق الإنسان للشعب الفلسطيني، وقد وصفه روبرت فيسك بأنه أكثر صوتٍ فعالٍ في الدفاع عن القضية الفلسطينية.
كان إدوارد سعيد من الشخصيات المؤثرة في النقد الحضاري والأدب وقد نال شهرة واسعة خصوصاً بكتابه «الاستشراق» المنشور سنة 1978، وفيه قدّم أفكاره واسعة التأثير عن دراسات الاستشراق الغربية المختصة بدراسة الشرق والشرقيين. قامت أفكاره على تبيان وتأكيد ارتباط الدراسات الإستشراقية وثيقاً بالمجتمعات الإمبريالية معتبراً إياها منتجاً لتلك المجتمعات ما جعل للاستشراق أبعاداً وأهدافاً سياسيةً في صميمه وخاضعاً للسلطة ولذلك شكك بأدبياته ونتائجه. وقد أسس طروحاته تلك من خلال معرفته الضليعة بالأدب الاستعماري، وفلسفة البنيوية و«ما بعد البنيوية» ولاسيما أعمال روادهما مثل ميشيل فوكو وجاك دريدا. أثبت كتاب «الاستشراق» ومؤلفاته اللاحقة تأثيرها في الأدب والنقد الأدبي فضلاً عن تأثيرها في العلوم الإنسانية، وقد أثر في دراسة الشرق الأوسط وعلى وجه الخصوص في تحول طرق وصف الشرق الأوسط. جادل إدوارد سعيد حول نظريته في الاستشراق مع مختصين في التاريخ، وبفعل كون دراساته شكلت منعطفاً في تاريخ الاستشراق فقد اختلف العديد معه ولاسيما المستشرقون التقليديون أمثال برنارد لويس. ومونتغمري واط.
عُرف إدوارد سعيد كمفكرٍ عام، فضمت مجالات اهتمامه بشكلٍ دائمٍ شؤوناً ثقافية وسياسية وفنية وأدبية في المحاضرات والصحف والمجلات والكتب، ونافح -من واقع دراساته النظرية كما تجربته الشخصية كمقدسي ترعرع في فلسطين وقت إنشاء دولة إسرائيل- عن إنشاء دولة فلسطين فضلاً عن حق العودة الفلسطيني، وطالب بزيادة الضغط على إسرائيل خاصةً من قبل الولايات المتحدة مثلما انتقد العديد من الأنظمة العربية والإسلامية. حازت مذكراته «خارج المكان» المؤلفة سنة 1999 على العديد من الجوائز مثل جائزة نيويورك لفئة غير الروايات، كما حاز سنة 2000 على جائزة كتب أنيسفيلد-ولف لفئة غير الروايات وغيرها.
كان إدوارد سعيد عضواً مستقلاً في المجلس الوطني الفلسطيني في الفترة (77-1991) واستقال منه احتجاجاً على اتفاقية أوسلو.
كما كان عازف بيانو بارعاً، وقام مع صديقه دانييل بارينبويم بتأسيس أوركسترا الديوان الغربي الشرقي سنة 1999 وهي مكونة من أطفالٍ فلسطينيين وإسرائيليين وعربٍ من دول الجوار، ومشاركةً مع بارينبويم أيضاً نشر سنة 2002 كتاباً عن محادثاتهم الموسيقية المبكرة بعنوان «المتشابهات والمتناقضات: استكشافات في الموسيقا والمجتمع». بقي إدوارد سعيد نشطاً في مجالات اهتمامه حتى آخر حياته وتوفي بعد نحو عشرة أعوامٍ من الصراع مع مرض اللوكيميا leukemia (سرطان الدم) سنة 2003.

## النشأة

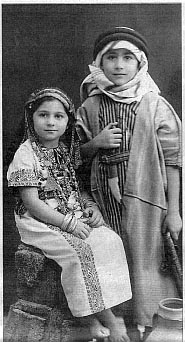
إدوارد سعيد وأخته روزماري في فلسطين 1940

ولد إدوارد سعيد في القدس في الأول من نوفمبر/تشرين الثاني 1935. والده وديع وليام إبراهيم سعيد الفلسطيني البروتستانتي خدم في الحرب العالمية الأولى في فرنسا ضمن القوات الأمريكية تحت إمرة الجنرال جون بيرشنغ ما أهله لنيل الجنسية الأمريكية، وانتقل قبل ولادة إدوارد بعقدٍ إلى القاهرة ليؤسس مع ابن عمٍّ له شركة أدواتٍ مكتبية وقرطاسية، أما والدته نصف اللبنانية فمن مواليد الناصرة. لإدوارد -أول الأولاد- أربع شقيقاتٍ أكبرهن المؤرخة روزماري سعيد زحلان (1937- 2006).
عاش إدوارد حتى الثانية عشرة متنقلاً بين القدس والقاهرة والتحق بالمدرسة الإنجيلية ومدرسة المطران في القدس سنة 1947، غير أن المحامي والصحفي الإسرائيلي جوستوس وينر زعم أنه قضى هذه الفترة في القاهرة ولم يلتحق بمدرسة المطران سوى فترةٍ قصيرةٍ جداً مدّعياً أن ليس ثمة وثائقُ مدرسيةٌ تثبت ارتياده لها. هدفَ وينر إلى زرع الشك بنشأة إدوارد في فلسطين وانتمائه لها، وذكر أنه لم يقابله ليسأله عن ذلك لكن لديه من الأدلة -التي أمضى ثلاث سنواتٍ في تحصيلها- ما جعله لا يحتاج مقابلته لتأكيد ذلك أو نفيه، وعقب: «الأدلة أصبحت دامغة، لا يوجد داعٍ لأن أكلمه وأقول له أنت كاذب، أنت محتال».
تصدى ثلاثة صحفيين ومؤرخٌ لتكذيب دعوى وينر. ذكر ألكسندر كوكبورن وجيفري كلير في صحيفة كاونتربنش أن هايج بويادجين أعلمهما أنه أخبر وينر بدراسته مع إدوارد في الصف نفسه في مدرسة المطران لكن وينر تعمد حذف ذلك. وكتب كريستوفر هيتشنز في مجلة «ذا نيشن» أن المعلمين والخريجين أكدوا بأن إدوارد كان في تلك المدرسة، في حين علق المؤرخ المختص بتاريخ تأسيس الكيان الصهيوني عاموس إيلون في «نيويورك ريفيو أوف بوكس» أن وينر فشل بأن يُثبت أن إدوارد لم يكُ وعائلته في القدس شتاء سنة (47-1948) وأنه هاجر مع أهله إلى مصر على خلفية الحرب، والحقيقة أن أملاكهم في القدس صودرت وأضحت العائلة من اللاجئين لرفض إسرائيل عودتهم. جاء ردّ وينر عدائياً فاعتبر إيلون خان الأمانة وهيتشنز جعل من نفسه مجرد ملصق عن صبي فلسطيني. أما «سعيد» فقال عن حياته المبكرة تعليقاً منه على ناشري مجلة كومينتاري المحافظة -التي هاجمته بثلاث مقالاتٍ طويلةٍ كان آخرها مقالة لوينر-: «هناك عشرات الأخطاء فيما عرضوا من الحقيقة». كان هذا بعضٌ مما تعرض له إدوارد سعيد في حياته من مضايقاتٍ واضطهاداتٍ بسبب أفكاره. عند اندلاع حرب 48 انتقلت عائلته من حي الطالبية في القدس إلى القاهرة.
أواخر الأربعينات ألحقه والده بكلية فيكتوريا Victoria College في الإسكندرية وهي من أقدم وأكبر المدارس الإنجليزية في مصر وتعتبر لأولاد الطبقة الثرية وكانت الإقامة بها داخلية، وطرد منها سنة 1950 لكونه مشاغباً، ليرسله والده وهو في الخامسة عشرة إلى مدرسةٍ داخليةٍ نخبويةٍ في ماساتشوستس-الولايات المتحدة. كان إرساله لأمريكا بهدف إقامته فيها قبل بلوغه الثامنة عشرة ليستطيع الحصول على الجنسية (بحسب القانون وقتئذ). ذكر فيما بعد أن السنة الأولى كانت جدّ تعيسةٍ شعر فيها بأنه خارج المكان (وهو الاسم الذي ارتآه فيما بعد لمذكراته إشارةً منه إلى غربته ولا انتمائه). مالبث سعيد أن تدبّر أمره وأحسن صنعاً ليحرز الترتيب الأول أو الثاني على مئةٍ وستين طالباً. أثرت تلك السنة على مستقبل حياته لمقابلته أناساً من ثقافاتٍ عدةٍ وللتشابك وتنامي الإحساس لديه بأنه خارج المكان. وصف سعيد في سيرته الذاتية القسط الأوفر من حياته المبكرة: «غير أن الغالب كان شعوري الدائم أني في غير مكاني»، ولعلها بواكير شعور المبدع بالغربة في عالمٍ رتيبٍ من شدة صرامته.
تابع دراسة الآداب وتخرج من جامعة برنستون سنة 1957، ثم حصل على ماجستير الآداب سنة 1960، ثم -بمنحةٍ دراسيةٍ- على الدكتوراه في النقد الأدبي والأدب المقارن سنة 1963 من جامعة هارفرد برسالةٍ عن الروائي البولوني-الإنجليزي جوزيف كونراد وروايته «قلب الظلام The Heart of Darkness» عن الاستعمار البلجيكي للكونغو.

## نشاطه
انضم «سعيد» سنة 1963 إلى جامعة كولومبيا قسم اللغة الإنكليزية والأدب المقارن وبقي حتى وفاته سنة 2003. عمل أستاذاً زائراً للأدب المقارن في جامعة هارفرد سنة 1974. وسنة 75-1976 أصبح زميلاً لمركز الدراسات المتقدمة للعلوم السلوكية التابع لجامعة ستانفورد، وسنة 1977 أستاذاً مساعداً للغة الإنكليزية والأدب المقارن في جامعة كولومبيا، وفي وقتٍ لاحقٍ أستاذ مؤسسة أولد دومينيون في العلوم الإنسانية، وسنة 1979 أستاذاً زائراً في جامعة جونز هوبكينز. كما عمل أستاذاً زائراً في جامعة ييل وحاضر في أكثر من مئة جامعة وحصل سنة 1992 على لقب أستاذٍ جامعيٍّ في جامعة كولومبيا وهي أعلى درجةٍ علميةٍ أكاديميةٍ. كما عمل رئيساً لجمعية اللغة الحديثة، ومحرراً في فصلية «دراسات عربية»، وكان عضواً في الأكاديمية الأمريكية للفنون والعلوم وعضو تنفيذٍ في نادي القلم الدولي والأكاديمية الأمريكية للفنون والآداب والجمعية الملكية للأدب والجمعية الأمريكية للفلسفة.
دُعي إدوارد سعيد عام 1993 لإلقاء محاضراتٍ في البرنامج الإذاعي السنوي محاضرات ريث في الـ بي بي سي ليقدمَ في ست حلقاتٍ محاضراتٍ بعنوان «تمثيل المثقف» وهي تبحث دور المثقفين في المجتمعات الحديثة، وقد أتاحتها الـ بي بي سي للعامة سنة 2011.
وكان ينشر بشكلٍ مستمرٍّ في دورية ذا نيشن وصحيفة الغارديان ومجلة لندن ريفيو أوف بوكس وصحيفة لوموند ديبلوماتيك وصحيفة كاونتربونش وصحيفة الأهرام القاهرية إضافة إلى صحيفة الحياة اللندنية. كتاباته المترجمة إلى ستٍ وعشرين لغة شملت قضايا سياسية وأدبية وشؤون الشرق الأوسط والموسيقا والثقافة.
كان إدوارد سعيد متقناً للغات الإنكليزية والعربية والفرنسية، وعلى الرغم من إقامته منذ سنٍّ مبكرٍ في الولايات المتحدة إلا أنه كان قارئاً ثم كاتباً مواظباً بالعربية على عكس عديدٍ من الكتاب العرب ممن عاشوا في الغرب.

## أعماله
فاتحة أعمال «سعيد» كتاب «جوزيف كونراد ورواية السيرة الذاتية Joseph Conrad and the Fiction of Autobiography» الصادر سنة 1966 وهو امتدادٌ لأطروحته للدكتوراه. بعد ذلك مستنداً لأفكار الفيلسوف الإيطالي جيامباتيستا فيكو (1668–1744) وآخرين وضع كتاب «بدايات: القصد والمنهج» سنة 1974 ليشرح وجهة نظره في الأسس النظرية للنقد الأدبي، ومن بين كتبه النقدية «العالم والنص والناقد» سنة 1983 ويمثل انطلاقة جديدة للنظرية الأدبية المعاصرة، وفيه يبين التأثيرات العقائدية (الإيديولوجية) على الناقد بحيث يتم فرضُ أعمالٍ أدبيةٍ تلبية لهذه النظرية أو ذاك النظام الإيدولوجي. رأى سعيد أن على الناقد الأدبي أن يحافظ على مسافةٍ واحدةٍ من جميع الثقافات، والعقائد الإيديولوجية، والتقاليد، والمعتقدات. سنة 1994 نشر «تمثلات المثقف» مجموعة محاضراتٍ ألقاها في الـ بي بي سي عن ظهور المثقف الإعلامي والتمايز بين أنواع المثقفين بين مثقف يرتبط بمؤسساتٍ تستخدم المثقفين لتنظيم مصالحها واكتساب المزيد من السلطة والسيطرة أي إن وظيفته تغيير العقول وتوسيع الأسواق، ومثقف تقليدي يقوم بعملٍ ما ويواصل القيام به من دون تغيير جيلاً بعد جيل مثل المدرس والراهب والإداري، ومثقف نخبوي يعتبر نفسه ضمير الإنسانية.
عبّر سعيد عن اهتماماته الموسيقية في كتاب «متتاليات موسيقية» سنة 1991 محاولاً ربط الموسيقى ببعديها الثقافي والسياسي، كما نشر العديد من الأعمال التي تخص القضية الفلسطينية مثل كتاب «مسألة فلسطين» سنة 1979 منطلقاً من بداية الأحداث بولادة الحركة الصهيونية وانتشار أيديولوجيتها ضمن الثقافة الاستعمارية الأوروبية وتشجيع اليهود على الهجرة إلى فلسطين وفي الوقت ذاته عرض نبذةً عن تاريخ الشعب الفلسطيني مقدماً عرضاً شاملاً حول الخصائص السكانية والاجتماعية المميزة لهذا الشعب، ومن خلال عرض كمٍّ كبيرٍ من الوثائق وتفسيرها يصر إدوارد سعيد على قضية أن فلسطين -في القرنين التاسع عشر والعشرين- لم تك صحراء لا شعب فيها بل مجتمعًا مَدَنِيًّا ذا كيانٍ سياسيٍّ يناهز تعداده ستمائة ألفٍ. في سياق انتقاده اتفاقية أوسلو ألّف كتابين «غزة-أريحا: سلام أمريكي» و«أوسلو: سلام بلا أرض» سنة 1995. لإدوارد سعيد ثمانية عشر كتاباً في مواضيع شتى إلا أن «الاستشراق» صُنِّفَ كأحد أهم أعماله إن لم يك أهمها فعلاً إذ شكَّل بداية فرع العلم (الحقل الأكاديمي) الذي يعرف بدراسات ما بعد الكولونيالية وفيه اعتبر ظاهرة الاستشراق لم تك إلا تلبيةً لحاجة المجتمعات الاستعمارية، وأتبعه بكتابيه «مسألة فلسطين» (1979) و«تغطية الإسلام» (1980) اللذين اعتبرهما تكملة له، ثم «الثقافة والإمبريالية» (1993) الذي قال عنه في مقدمته إنه بمنزلة الجزء الثاني لـ«الاستشراق» لتشكل سلسة كتبٍ يحاول فيها أن يشرح العلاقة المتشابكة والمعقدة القائمة في العصر الحديث بين العرب والإسلام والشرق عموماً والغرب متمثلاً ببريطانيا وفرنسا والولايات المتحدة خصوصاً.

### الاستشراق
أقوى سلاحٍ في يد القامعين هو عقول المقموعين -ستيف بيكو-

"الاستشراق
المعرفة - السلطة - الإنشاء"
الترجمة العربية الأولى (1980)

عُرف إدوارد سعيد بشكلٍ كبيرٍ بفضل وصفه ونقده الاستشراق Orientalism. شرع في كتابة أشهر كتبه طرّاً «الاستشراق» في الفترة ما بين 75-1976 وهي التي عمل فيها أستاذاً زائراً بجامعة ستانفورد.
وعن عمله في الكتاب يقول: «هذا الكتاب نما بطرقٍ لم أشهدْ مثيلاً لها، ثم وعلى نحوٍ مفاجئٍ أصبح هذا الكتاب شيئاً أكبر، أصبح التاريخ الكامل لتمثيل الآخر. أعتقد أنه أحد أوائل الكتب التي حاولت القيام بذلك. لم يكنِ الكتاب مجرد عملٍ فكري بل حوى كذلك الكليشيهات [القوالب النمطية] التي اتّبعتها الدول الاستعمارية لفرض هيمنتها على المستعمرات».
وسَمَ «سعيد» الاستشراق بعدم الدقة، والتشكل على أساس التصورات الغربية عن الشرق. يعلق في كتابه بأنّ الاستشراق:
| إدوارد سعيد | تحيز مستمر وماكر من دول مركز أوروبا تجاه الشعوب العربية الإسلامية. | إدوارد سعيد |

لذلك فهو يرى الاستشراق بصورةٍ أعمّ من صورة المبحث الأكاديمي، إنه تقليدٌ أكاديمي يَتَأَسَّس على التمييز المعرفي والوجودي بين الشرق والغرب لتتطور هذه النظرة أواخر القرن الثامن عشر فتغدو أسلوباً سلطوياً في التعامل مع الشرق من أجل الهيمنة عليه:
| إدوارد سعيد | إذا اعتبرنا القرن الثامن عشر نقطة انطلاقٍ عامةٍ إلى حدٍّ بعيدٍ استطعنا أن نناقش الاستشراق بصفته المؤسسة الجماعية للتعامل مع الشرق، والتعامل معه معناه التحدث عنه واعتماد صورةٍ معينةٍ عنه، ووصفه وتدريسه للطلاب وتسوية الأوضاع فيه والسيطرة عليه. وباختصار بصفة الاستشراق أسلوباً غربياً للهيمنة على الشرق وإعادة بنائه والتسلط عليه. | إدوارد سعيد |

ورأى أن الدراساتِ الغربيةَ عن الشرق حُبلى بالريبة ولايمكن الوثوقُ بها إطلاقاً. وأضاف إن تاريخَ الحكم الاستعماري والهيمنة السياسية على الشرق من قِبَلِ أوروبا شوّهت هذه الدراسات حتى كتابات المستشرقين ذوي النيّاتِ الحسنةِ أو ذوي المعرفةِ الجيدةِ بالشرق:
| إدوارد سعيد | أشك بأن هناك من يختلف معي بأن رؤية رجلٍ إنكليزي من القرن التاسع عشر مقيمٍ في الهند أو مصر أكثر من رؤيته لهذين البلدين على أنهما مستعمرتان بريطانيتان [بمعنى أن هويتهما (ليس الاقتصادية فحسب بل الاجتماعية والثقافية وغيرهما..) محدّدةٌ بوصفهما تابعتين لبريطانيا]، وهذا القول يختلف تماماً عن القول بأن الدراسات الأكاديمية عن مصر والهند مصبوغة ومشوبة نوعاً ما بالواقع السياسي العام [بمعنى أكثر عمقاً ومُباينةٌ تماماً لمجرد التأثر بالواقع السياسي] | إدوارد سعيد |

[هذا الفِرْضُ [الإلزام] الإمبريالي المستند راسخاً إلى الأفكار والتصورات النمطية الاستشراقية نراه -بعد قرنين من الاستعمار الأوروبي- واقعاً ملموساً. إن مجتمعين كمصر والجزائر مثلاً ينتسبان تاريخياً إلى هويةٍ حضاريةٍ مشتركةٍ واحدةٍ يختلفان في الحاضر تبعاً لتبعيتهما الاستعمارية التي تُلوّن كلاً منهما ثقافياً واجتماعياً.. وحتى نتاجاً أدبياً].
جادل «سعيد» بأن الصور الرومانسية التقليدية الأوربية تجاه ثقافة آسيا عموماً والشرق الأوسط خصوصاً ماكانت إلا تسويغاً للغايات الاستعمارية الإمبريالية للدول الأوروبية والولايات المتحدة من بعد مندداً في الوقت نفسه بممارسة النخب العربية التي حاولت استيعاب الأفكار الاستشراقية واستبطانها وتمثلها. يقول في «الاستشراق»:
| إدوارد سعيد | القليل جداً من التفاصيل مثل الكثافة السكانية، والعاطفة في حياة العرب المسلمين قد دخلت في معرفة أولئك المحترفين في صياغة تقارير العالم العربي. وبدلاً من تلك التفاصيل لدينا بعض الرسوم الكاريكاتورية التي تختزل هذه التفاصيل في العالم العربي الإسلامي إلى صورة النفط الخام والتي جُعلت بهذا الشكل لجعل هذا العالم عرضةً للعدوان العسكري. | إدوارد سعيد |

ويؤكد «سعيد» في كتابه أن معظم الدراسات الأوربية للحضارة الإسلامية كانت ذات منحىً متعمَّدٍ غربي تهدف إلى تأكيد الذات الغربية بدلاً من الدراسة الموضوعية، يقول:
«إن الثقافة الغربية اكتسبت المزيد من القوة ووضوح الهوية بوضع نفسها موضع التضاد مع الشرق باعتباره ذاتاً بديلة»
ويكتب في كتابه الاستشراق: «كان المستشرق الحديث في نظر نفسه بطلاً ينقذ الشرق من مهاوي الغموض، والعزلة، والغرابة التي كان هو ذاته قد ميّزها بشكلها الصحيح». [بمعنى التي حددها بنفسه وحكم عليها بالصحة].
اعتمدت هذه الدراسات طرق تمييز الهيمنة الإمبريالية وأدواتها. إن مصر هو ما تعرفه بريطانيا عن مصر، هذا ما كان يعتمل في أذهان الشريحة الواسعة من المثقفين الإنجليز استناداً إلى الأفكار والاتجاهات الاستشراقية دونما كبير اكتراثٍ بمدى صحته أو حقيقة جوهره لأن الهدف لم يك بالأساس تبيّن الشرق واستيضاحه وفهمه بقدر ما كان إعادة إنشائه -في موقع التابع الأضعف- وضمان استمرار السيطرة عليه.
رأى «سعيد» أن لدى الغرب رؤيةً نمطيةً عن الشرق في الفن والأدب منذ قديم العصور مثل رؤية إسخيلوس لتركيبة المجتمع الفارسي. وقد هيمنت أوروبا على سياسة آسيا في العصر الحديث، لذا فحتى نصوص أكثر الدارسين موضوعيةً كانت مخترقةً بالتحيز للغرب. بذلك اتخذ الدارسون الأوروبيون لبوس استكشاف اللغات والأديان الشرقية وتاريخ الشرق وثقافته وتأويلها جميعاً -ذلك أن الشرقيين غير قادرين على تبيان الوقائع وسرد روايتهم الخاصة- مدفوعين [الدارسون الأوروبيون] في هذا بـ«المركزية الأوربية» الفكرة المحورية الراسخة في الحضارة الغربية، ليكتب المستشرقون ماضي آسيا [والشرق عامةً] ويشيدوا هويتها الحديثة من منظورٍ استعلائيٍّ قائمٍ على اتخاذ أوروبا كمعيارٍ ونموذج.
يخلص «سعيد» إلى أن الدارسين الأوربيين اعتبروا الشرقيين غير عقلانيين، انفعاليين وضعفاء ومخنثين على عكس اعتبارهم الشخصية الغربية عقلانيةً وقويةً وفعالةً ورجولية، ويعزو ذلك إلى حاجة الغربيين لخلق تباينٍ بين الشرق والغرب اختلاقاً ليس بمُكْنَتِهِ تغيير جوهر الشرق. فالشرق شرقٌ والغرب غربٌ ولن يمتزجا.
كان ل«لاستشراقِ» آثارٌ عميقةٌ في مجال نظرية الثقافة، والدراسات الثقافية، والجغرافيا البشرية، وعلى التاريخ، والأنثروبولوجيا، ودراسات الشرق. بنى سعيد جدليّاته على أعمال الفلاسفة البنيويين وبالأخص ميشيل فوكو (26-1984) Michel Foucault  وجاك دريدا (1930-2004) مؤسس الفلسفة التفكيكية، وعلى نقاد الاستشراق الأوائل أمثال عبد اللطيف الطيباوي (10-1981) وأنور عبد الملك (1924–2012) ومكسيم رودنسون (1915-2004) وريتشارد ويليام ساوثرن (1912–2001) Richard William Southern المؤرخ المتخصص في تاريخ القرون الوسطى، وفرانز فانون (1925-1961) Frantz Fanon المناهض العنيد للاستعمار والعنصرية، وإيمي سوسير (1913–2008) Aimé Césaire، والفيلسوف والمنظر السياسي الماركسي الإيطالي أنطونيو غرامشي (1891-1937) Antonio Gramsci.
عندما نشر إدوارد سعيد كتابه سنة 1978 كانت حرب أكتوبر (1973) وأزمة أوبك لاتزالان حديثتا العهد مشيراً إلى أن هذا الخلل في النظرة إلى الشرق لايزال مستمراً في وسائل الإعلام الحديثة.

#### النقد
أثار «الاستشراق» عاصفة كبيرة من الجدل والنقد. رأى إرنست غيلنر أن زعْم «سعيد» بأن الغرب سيطر على الشرق لأكثر من ألفي عامٍ أمر مستحيل، إذ كانت الدولة العثمانية حتى آواخر القرن السابع عشر تشكل خطراً كبيراً على أوروبا. ولحظ مارك برودمان أن ادّعاءه بأن الإمبراطورية البريطانية كانت قد امتدت من مصر إلى الهند سنة 1880 غير دقيقٍ فالحقيقة أن هذه المنطقة كانت خاضعةً للإمبراطورية العثمانية والإيرانيين. في حين ذهب آخرون إلى أنه حتى في أوج مدّ الإمبراطوريات الأوربية، فإن السيطرة الأوروبية على الشرق لم تك مطلقةً وظلت تعتمد بشكلٍ كبيرٍ على المتعاونين المحليين الذين كانوا يخدمون الأهداف الإمبراطورية. وانتقد بعضهم منهجية «سعيد» في انتقاء الفكر الاستشراقي ضمن منطقةٍ جغرافيةٍ ممتدةٍ بين مصر وشرق المتوسط (بلاد الشام) وهي أمثلة فقيرة عن نظريته في الاستشراق نظراً لفترة خضوعها القصيرة نسبياً للسيطرة الأوروبية، ورأى هولاء أن «سعيد» أهمل مناطق أهم كالهند زمن السيطرة البريطانية وأقسامٍ من وسط آسيا خضعت للسيطرة الروسية، وماكان تركيزه على الشرق الأوسط إلا تركيزاً منه على أهدافٍ سياسية.
مدار هذه الانتقادات جميعاً على فكرةٍ واحدةٍ بيًنها سعيد في «الاستشراق» وأعاد تأكيدها في «الثقافة والإمبريالية». إن الثقافة الاستشراقية الإمبريالية -بأدواتها المتنوعة كالأدب- وما انبنى عليها من رؤىً وآراءٍ كانت عبر القرنين التاسع عشر والعشرين تسلطت على الثقافات المحلية وأقصتها مستخدمةً أساليبَ مختلفةٍ كالتعليم ووسائل الإعلام، وشكلت البنية التحتية والأساسَ المتين للسيطرة الإمبراطورية الاستعمارية وأهمها البريطانية والفرنسية. مدلولات هذا التسلط والسطوة نجد لها أمثلةً وفيرةً، اجتماعياً مثلاً في المتعاونين من المجتمعات المحلية الذين تمثلوا الأفكار الغربية عن الشرق والشرقيين، كما سياسياً في تغلغل النفوذ البريطاني في الشرق الأوسط حتى مع وجود العثمانيين والإيرانيين، والأمر سيّان بالنسبة إلى الهند والهند الصينية والبلقان وإفريقيا..
جاء النقد الحاد لسعيد من قبل أكاديميين مستشرقين وبعضهم من أصولٍ شرقيةٍ مثل ألبرت حوراني (1915-1993) وكنعان مكية وروبرت إيروين ونيكي كدي Nikki Keddie (أستاذة التاريخ السابقة بجامعة كاليفورنيا) وبرنارد لويس. رأى «حوراني» أن «سعيد» ركز على المبالغات العنصرية والعداء في كتابات المستشرقين وتجاهل ذكر منجزاته الإنسانية الكثيرة. وعنون «كنعان مكية» «بعض النتائج المؤسفة على استشراق سعيد وتأثيره على التصور والدراسة الأكاديمية»، ورأت «نيكي كدي» أن عمل «سعيد» كان جيداً إلا أنه كان له بعض النتائج العكسية بحيث أصبحت كلمة مستشرقٍ في الشرق الأوسط تعني الشخص الذي يأخذ موقفاً سلبياً من النزاع العربي الإسرائيلي. وكان «برنارد لويس» على خلافٍ كبيرٍ مع إدوارد سعيد، فقد وصفه «سعيد»: «بأنه التمثيل الكامل لأساس الاستشراق والذي كانت أعماله تدّعي بأنها أكاديمية ليبرالية لكنها في الحقيقة ماهي إلا دعايةٌ ضد موضوعٍ ما». كتب «لويس» العديد من المقالات للرد على «سعيد» وانضم إليه مكسيم رودنسون وجاكوس بيركو وإعجاز أحمد والمستشرق الإسكتلندي وليام مونتغمري واط (1909-2006) الذي اعتبر «الاستشراق» كتاباً معيباً في الفكر الأكاديمي الغربي.
رأى بعض النقاد الأكاديميين بأن سعيد لم يميز في عمله بين أنواع المستشرقين، فعلى سبيل المثال لم يميز بين الشاعر يوهان فولفغانغ فون غوته الذي لم يسافر أبداً إلى الشرق والروائي جوستاف فلوبير الذي أمضى فترة وجيزة في مصر وكتابات إرنست رينان التي كانت نابعةً من أساسٍ عنصري، وبين بعض الأكاديميين مثل إدوارد وليم لين الذي كان متقناً للغة العربية. وفقاً لهذا فإن «سعيد» تجاهل جنسيات المستشرقين وخلفياتهم وجعل للمستشرق الأوربي صورةً نمطيةً واحدةً. وبسبب تركيزه على الأدبيات الاستشراقية البريطانية والفرنسية (كونهما تعودان للإمبراطوريتان الأوسع انتشاراً والأهم من حيث التاريخ الاستعماري الحديث) يقول روبرت إروين بأن «سعيد» تجاهل دراسات المستشرقين من ألمانيا والمجر في القرن التاسع عشر الذين لم تكُن لدولهم هيمنة تذكر على الشرق الأوسط.
ويتهم بعضهم سعيد بأنه ساهم في إنشاء الاستغراب لمعاكسة الاستشراق في الخطاب الغربي متهمين إياه بأنه فشل في التمييز بين نماذج الرومانسية والتنوير، وقد تجاهل الاختلافات الواسعة والأساسية بين آراء علماء الغرب حول الشرق، كما فشل في الاعتراف بأن عدداً من المستشرقين مثل وليم جونز (46-1794) حاولوا إنشاء قرابة بين الشرق والغرب مع الإبقاء على الاختلاف، وقد شكلت بعض نظرياتهم أساساً لمقاومة الاستعمار. ومن الانتقادات الشائعة بأن «سعيد» وأتباعه لم يميزوا بين الاستشراق في الثقافة الشعبية (على سبيل المثال تصوير الشرق في فيلم مثل إنديانا جونز ومعبد الهلاك) والدراسات الأكاديمية للغة الشرق وثقافته وتاريخه (يرى سعيد أنهم استقوا من المنبع نفسه).
كما يرى بعض المنتقدين أن الخلفية الثقافية والإثنية لإدوارد سعيد ومحاولته لفت الانتباه لكونه فلسطينياً ووطنه تحت الاحتلال قد أثرت على دراسته للاستشراق، وبالتالي فإن كتاباته كانت نابعةً من الإيمان بالذات ولاتوجد نواحٍ موضوعيةٌ فيها.
أطلقت عصبة الدفاع عن اليهود (وهي منظمة مصنفة إرهابية من قبل FBI في الولايات المتحدة) لقب نازي على إدوارد سعيد، وفي السنة نفسها أضرم أحدهم النار في مكتبه في جامعة كولومبيا، وهو نفسه صرح بأنه كان يتلقى تهديداتٍ بالقتل وعائلته طيلة حياته. كما وُصف بـ«بروفيسور الإرهاب».

#### المؤيدون
يرى مؤيدو إدوارد سعيد بأن مثل هذا النقد حتى لو كان صحيحاً في بعض جوانبه، فهو لايبطل الأطروحة الأساسية، وهذه الأطروحة صحيحة في القرنين التاسع عشر والعشرين ومتمثلة خصوصاً في وسائل الإعلام الغربية والأدب والسينما، وهو صرّح في الطبعة الثانية لكتاب «الاستشراق» الصادرة عام 1995 بأن دراساته لم تتناول الاستشراق الألماني رافضاً نقدهم:
| إدوارد سعيد | لكنني بدلاً من ذلك أدركت بعض المشكلات والإجابات التي اقترحها بعض منتقديّ. ولأنها تبدو لي مفيدة في تركيز المحاججة فإنني سأضعها في اعتباري خلال ما سيلي من تعليقات. مشكلاتٌ أخرى -مثل استثنائي للاستشراق الألماني حيث لم يقدم لي سبب واحد يجعلني أدرج ذلك الاستشراق- بدت لي بصراحةٍ سطحيةً وتافهةً وما من داعٍ للتعامل معها | إدوارد سعيد |

يعد «الاستشراق» حجر الأساس في حركة ما بعد الاستعمارية Postcolonialism وهي خطابٌ نقدي يتناول الآثار الثقافية والاجتماعية والاقتصادية التي خلفتها الاستعمارية (فلسفة حركة الاستعمار) Colonialism على الشعوب والدول التي رضخت تحت الاستعمار Colonialisation. تشمل دراسات ما بعد الاستعمارية مجالاتٍ عدةً من الأبحاث منها الأدب والفلسفة وعلم الاجتماع والعلوم السياسية، كما يرتكز هذا الخطاب على فكر ما بعد الحداثة الذي يربط ما بين نظرية المعرفة وعلاقات القوة في المجتمعات. ساعدت «ما بعد الاستعمارية» الباحثين على الاستفادة من المزاج السياسي الصحي في خلق حياةٍ منهجيةٍ جديدةٍ ودراساتٍ مهنيةٍ ناجحةٍ دون الاعتماد على نتائج الأبحاث الغربية.
يصف «نعوم تشومسكي» كتاب «الاستشراق»: «الكتاب كان يتميز بالأصالة البالغة والابتكار والاستبصار والدراسة البارعة للطريقة التي يتم عبرها وبها تمثيل الآخرين -والذين هم في هذه الحالة الشرق أي الدول الشرقية- ليس فقط في الأدبيات البحثية للغرب وإنما أيضاً في الثقافة العامة، ما فعله الكتاب هو أنه فتح العقول -على الأقل للبعض- لتقبل فكرة التمعن في تحيّزاتهم واقتناعاتهم ومعتقداتهم السلبية ودفعهم للتساؤل ماإذا كانت هذه الأمور تشوّش وتحرّف تفسيرنا للثقافات الأخرى».
كما حظيت أعمال إدوارد سعيد في النقد الأدبي والدراسات الثقافية بأهميةٍ إضافيةٍ لتأثيراتها على باحثين من بلادٍ قصيةٍ كالهند وكمبوديا. ولاتزال أعماله تناقش بشكلٍ واسعٍ في الأوساط الأكاديمية والمؤتمرات.

#### التأثير
كان لـ«الاستشراق» تأثيرات في مجال نظرية الثقافة والدراسات الثقافية والجغرافيا البشرية وعلى دراسة التاريخ ودراسات الشرق فيما يخص مجال الدراسات النظرية، ويعترف كلٌّ من المؤيدين والمعارضين بأن كتاب «سعيد» كان ذا تأثيراتٍ عميقةٍ على كافة أطياف العلوم الإنسانية، يرى أنصارُه تأثيرَه كبيراً -وخاصةً سياسياً- على حركات التحرر من الهيمنة الغربية، إذ بهذا الكتاب يعد إدوارد سعيد من مؤسسي نظرية ما بعد الكولونيالية Postcolonialism  وعلى صلة مستمرة ودائمة بهذه النظرية. ولايزال هذا العمل يجذب الانتباه ويمد حقول العلوم الإنسانية بالمعرفة. ولايزال لكتاب «الاستشراق» تأثيرٌ عميقٌ في دراساتِ الشرقِ الأوسط. كان من نتائج الكتاب أن غدا إدوارد سعيد من أكثر المفكرين شعبيةً في الولايات المتحدة واعتبر هناك بشكلٍ كبيرٍ نجم المفكرين "intellectual superstar" وقد ساعده في ذلك كونه منخرطٌ في النقد الموسيقي والثقافة الشعبية والاستشارات الإعلامية والسياسة المعاصرة والإنجازات الموسيقية. إذ يستند بعض من شهرته العالمية إلى هذا المزيج الفريد والمبتكر من الاهتمامات من النقد الثقافي إلى الأدب والسياسة ونظرية الأدب فضلاً عن ثورية آرائه والتي كانت آراؤه في الاستشراق أهمها.
يوضح روبرت فيسك بعضاً من تأثيرات كتاب الاستشراق المعرفية: «ما فعله تبيانُ كيف أن الغرب قد ضلّل نفسه في أدبه وفي رواياته. تلك كانتِ المرة الأولى التي نرى فيها مثقفاً -يتحدث بلسان الغرب- يحاول أن يرينا حماقة الرسومات الاستشراقية والأدب الاستشراقي. دائماً ما يُقدَّم العربُ كشعوبٍ هرمةٍ كئيبةٍ بلا حياةٍ يحتاجون إلى مساعدة الغرب للارتقاء بهم إلى الحضارة. لقد وضح إدوارد ذلك في كتاب الاستشراق وكان ذكياً جداً في هذا منذ البداية. لقد أصبح الاستشراق دراسةً قائمةً بحد ذاتها في الولايات المتحدة بعد نشر الكتاب». [بمعنى أن الاستشراق تحوّل بذاته إلى محل دراسةٍ ونقدٍ بعدما كان حقلاً معرفياً لدراسة الآخر ونقده].
أسست ميليتشا باكيك هايدن مصطلحها ما بعد الاستشراق اعتماداً على الأفكار التاريخية لرالي وولف وإدوارد سعيد. كما وضعت المؤرخة البلغارية ماريا تودوروفا مصطلح ما بعد البلقنة والمنبثق من مصطلح ما بعد الاستشراق.

### مسألة فلسطين
حاول إدوارد سعيد في كتابه «مسألة فلسطين» The Question of Palestine الصادر عام 1979 شرح القضية من المنظور الفلسطيني منطلقاً من بداية الأحداث المتمثلة بولادة الحركة الصهيونية ونشر إيدولوجيتها ضمن السياق الثقافي الاستعماري الأوربي نهاية القرن التاسع عشر وتشجيع الهجرة اليهودية إلى فلسطين، ثم انتقالاً إلى استعراض الحقائق التاريخية للشعب الفلسطيني يطرح مسألة ماهيّة أرض فلسطين وشعب فلسطين التي مافتئت الصهيونية تنكرهما عارضاً الأجوبة ببساطة، فالشعب الفلسطيني هو الشعب المقيم على أرض فلسطين والذي هُجّرَ منها وإلى الآن لايُعترف بمشروعيته في أرضه، وتاريخه ماهو إلا جزء من تاريخ الشعوب المهجّرة من أراضيها، ويقدم الوثائق التي تنقض الدعاية الصهيونية بعدم وجود شعبٍ في فلسطين.
تجسدت هذه المزاعم في التصريحات التي كان يبوح بها الزعماء الصهاينة البارزون مثل تيودور هرتزل وحاييم وايزمان ومناحيم بيغين ممن كانوا يتجاهلون وجود الشعب الفلسطيني أو في أحسن الأحوال يصفون الفلسطينيين بالبرابرة والمرتزقة والكسالى.
ترتبط هذه الصورة وثيقاً بالصورة الإمبريالية النمطية عن الشعوب المستعمَرة وتتبناها، والتي كانت تروّجها الإمبراطوريات الغربية لتسويغ استعمارها بأنها تريد إعادة بناء مستعمراتها على أسسٍ حضارية. ويرى أن الدول الغربية تبنت الخطاب الصهيوني، فحاولت -مثلاً- وسائل الإعلام عدم نشر آراء الفلسطينيين عن حقهم في تقرير مصيرهم، ليُرجع في النهاية السبب الرئيس في الهزيمة الفلسطينية إلى أن الحركة الصهيونية كانت أكثر من مجرد شكلٍ من أشكال الاحتلال أو الاستيطان، وأنها نجحت في ضمان مساندة الحكومات والشعوب الأوربية من خلال إعادة توليد هذه النظرة عن الشعب الفلسطيني.
لقد كان «إدوارد سعيد» عدواً ونقيضاً للخطاب الصهيوني بكل مكوناته.

### تغطية الإسلام
«تغطية الإسلام» كتابٌ صدر سنة 1981 ويعدّه سعيد الجزء المكمّل لكتابه «الاستشراق»، ويحاول من خلاله رصد النظرة الغربية الحديثة للعالم الإسلامي، لذلك يرصد ردود فعل العالم الغربي وخصوصاً الأمريكي تجاه العالم الإسلامي والذي يُنظر له بصفته موقعاً شديد الحيوية وفي الوقت نفسه مصدراً للمتاعب نتيجة الشعور بنقص تزويد الطاقة والبترول لهم:
| إدوارد سعيد | وأما في تغطية الإسلام فإن موضوعي معاصر بصورة مباشرة وهي المواقف الغربية والمواقف الأمريكية خصوصاً إزاء العالم الإسلامي الذي بدأ الغربيون يرون منذ مطلع السبعينات أن له صلة وثيقة بهم ومع ذلك فهو يموج بالقلاقل المعادية لهم ويمثل مشكلة لهم. وكان من بين أسباب هذه الرؤوية إحساسهم الحاد بنقص إمدادات الطاقة، وهو الإحساس الذي تركز على النفط العربي ونفط الخليج العربي | إدوارد سعيد |

إن التغطية الإعلامية للإسلام حسب إدوارد سعيد مليئة بالمغالطات وبعيدة عن الموضوعية حيث يُصَوَّر الإسلام كدين[ ؟ ] يتميز بالعصبية العرقية والكراهية الثقافية والجنسية، في حين تحظى المسيحية واليهودية باحترام كبير. ويجادل على ذلك بالاستشهاد بدور الصحفيين المرسلين إلى مناطق النزاعات والذين ليس لهم معرفة بهذه المجتمعات، فمثلاً خلال أزمة الرهائن الأمريكيين أثناء الثورة الإيرانية أرسل ما يقارب 300 صحفي دون أن يكون بينهم واحدٌ يعرف اللغة الفارسية الأمر الذي جعلهم يكتبون تقارير شبه جاهزةٍ وأحياناً سطحية لاتعدو كونها مجرد قوالبَ شكليةٍ ومعدةٍ من قبل.
وهو يرى أن الأزمة تتعدى الصحافة لتصل إلى المؤسسات الأكاديمية فهو يعجب من أن طالب الماجستير أو الدكتوراة المتخرج من الجامعات الكبرى الأمريكية والأوروبية في مجال الشرق الأوسط تجده لايتقن اللغة العربية ولايجيدها. بهذه الصورة يرى واقع ما يحدث في الإعلام الغربي والدراسات الغربية ضد الإسلام، من إطلاق التعميمات التي تؤكد أن الإسلام هو تهديد للحضارة الغربية، ومحاولة إعطاء أمثلة على ذلك التهديد عن طريق عرض سلوكياتٍ وآراءٍ فرديةٍ لا علاقة لها بالإسلام الحقيقي، كما ارتبطت كلمة العالم الثالث بالشرق الأوسط ما جعل ثمة نظرة دونية لعالم الشرق الأوسط. ساعدت تقانة الإعلام الأمريكي وسطوته على العالم عموماً والعالم العربي خصوصاً على تبني وتثبيت أفكار هذا الإعلام من قبل المستقبلين والمستمعين:
| إدوارد سعيد | يميل المسلمون إلى الاعتماد على مجموعةٍ صغيرةٍ جداً من وكالات الانباء الاجنبية التي ينحصر عملها في إعادة بث الأنباء باتجاه العالم الثالث، حتى في الحالات الكثيرة التي يكون فيها ذلك العالم هو النبأ. وانطلاقاً من كونه مصدراً للأنباء أصبح العالم الثالث عموماً والعالم الإسلامي بشكل خاص مستهلكين للأخبار. 'ولأول مرة في التاريخ (وأعني بأول مرة هذا النطاق الواسع) يمكن القول بأن العالم الإسلامي أصبح يعلم عن ذاته ويتعرف عليها عبر صورٍ وتواريخَ ومعلوماتٍ مصنّعةٍ في الغرب | إدوارد سعيد |

من خلال «تغطية الإسلام» تابع إدوارد سعيد رؤيته في كتاب «الاستشراق» إذ قسم العالم قسمين شرقي وغربي، ونُظر إلى الشرق على أنه الإسلام حيث حاولت وسائل الإعلام الحديثة -التي حلت مكان المستشرقين التقليديين- إيصال صورة مختزلة ومشوهة عن الإسلام الحقيقي.

## النشاط السياسي

### نشاطه في القضية الفلسطينية
يقول سعيد في سيرته الذاتية: «عام سبعةٍ وستين كان مدمراً لي ولكل شيءٍ عرفته، كنت وحيداً في أمريكا وقتها حيث شاع فيها إحساسٌ عارمٌ بالنصر -ليس فقط في أوساط اليهود وحسب- وإنما عند الجميع... لم أعد الإنسان ذاته بعد عام سبعةٍ وستين، فقد دفعتني صدمة الحرب إلى نقطة البداية، إلى الصراع على فلسطين».
شارك إدوارد سعيد طوال حياته في الجهد المبذول من أجل إقامة الدولة الفلسطينية، وكان عضواً مستقلاً في المجلس الوطني الفلسطيني في الفترة ما بين 1977 و 1991 ومن أوائل المؤيدين لحل الدولتين. وقد صوٌت سنة 1988 في جلسة المجلس التي عقدت في الجزائر لصالح إقامة دولة فلسطين، ووضع للمؤتمر حينها -بالاشتراك مع محمود درويش- وثيقة إعلان دولة فلسطين، واستقال منه سنة 1991 احتجاجاً على اتفاقية أوسلو إذ اعتبر بنود الاتفاق وشروطه غير مقبولةٍ وسبق رفضها من قبلُ في مؤتمر مدريد 1991 ورأى أن اتفاقية أوسلو لن تقود إلى إقامة دولة فلسطينية حقيقية وهو ما ثبت فيما بعد، ناهيك أن مثل هذ الخطة رفضت سنة 1970 من قبل ياسر عرفات ذاته عندما عرضها إدوارد سعيد بنفسه عليه نيابةً عن حكومة الولايات المتحدة الأمريكية.
وعلّق على ذلك بأن عرفات فرّط في حق العودة للاجئين الفلسطينيين إلى أراضي الـ48 وتجاهلَ تنامي الاستيطان. بلغت العلاقة بين إدوارد سعيد والسلطة الفلسطينية ذروة توترها سنة 1995 عندما حظرت السلطة الفلسطينية بيع كتبه في أراضيها، ولم تعد الأمور إلى مجاريها حتى عام 2000 عندما أثنى على رفض عرفات التوقيع على أي اتفاقيةٍ في قمة كامب ديفيد 2000.
كان «سعيد» من المفندين دوماً للادّعاءات الصهيونية، ففي مقال له بعنوان «الصهيونية من وجهة نظر ضحاياها» فنّد الادعاء بالأحقية في أراضي فلسطين والمطالبة بوطن قومي لليهود مطالباً بحق الشعب الفلسطيني في تقرير مصيره. ألف «سعيد» العديد من الكتب في القضية الفلسطينية والصراع العربي الإسرائيلي مثل «القضية الفلسطينية» (1979) و«سياسة التجريد» (1994) و«نهاية عملية السلام» (2000) إضافة لكتابين يتناولان اتفاقية أوسلو هما «غزة أريحا: سلام أمريكي» (1995) و«أوسلو: سلام بلا أرض» (1995). كما كتب تصديراً لكتاب المؤرخ إسرائيل شاحاك الذي علق على أن سلوك إسرائيل ضد الفلسطينيين راسخ ضمن العقيدة اليهودية بالتصريح بإجازة الأفعال الصهيونية للتغطية على الجرائم بما فيها القتل تجاه غير اليهودي. وصف سعيد شاحاك بأعظم مؤرخ عرفه على الإطلاق وكتابه لاينقصه شيءٌ سوى موجزٍ عن اليهودية الكلاسيكية والحديثة لتكون ثمة منطقية في فهم إسرائيل الحديثة وامتدح شجاعته بوصفه إسرائيل بأنها دولة نازية يهودية
التقطت في الثالث من يوليو/تموز سنة 2000 صورة لإدوارد سعيد مع ابنه وهو يرمي حجراً عبر الحدود اللبنانية-الإسرائيلية باتجاه إسرائيل ومالبث النقد أن وُجّه له بصفته «متعاطفاً مع الإرهاب». وقد علق على الأمر بوصفه بـ«رمزية الفرح» لانتهاء الاحتلال الإسرائيلي للبنان. وأضاف «لم يكن هناك أحد، وأقرب مخفر كان على بعد نصف ميل»، وعلى الرغم من ادّعائه بأنه لم يستهدف أحداً إلا أنه وفقاً لشهود عيان لجريدة السفير البيروتية فإنه كان بعيداً حوالي تسعة أمتار عن جنودٍ إسرائيليين متموضعين على برج مراقبةٍ وأن الحجر الذي ألقاه ارتطم بالأسلاك الشائكة المحيطة بهذا البرج.
أدت هذه الصورة إلى انتقادات واسعة ضمن هيئة التدريس في جامعة كولومبيا وبعض الطلاب ورابطة مكافحة التشهير مما دعا رئيس الجامعة لإصدار بيانٍ من خمس صفحاتٍ للدفاع عنه معتبراً ما قام به نوعاً من أنواع حرية التعبير وقال في دفاعه عنه: «على حد علمي أن الحجر لم يكن موجهاً لأحد، ولم يتم بهذا الفعل كسر أي قانون، ولم يُوَجَّه أي اتهامٍ، ولم تتخذ أي دعوى جنائية أو مدنية بحق الأستاذ سعيد». كان لهذا الأمر بعض التداعيات ففي فبراير/شباط 2001 ألغيت محاضرة كان لسعيد أن يلقيها في جمعية فرويد في فيينا وعلق رئيس الجمعية على ذلك بالقول إن الوضع السياسي في الشرق الأوسط أصبح أكثر تعقيداً وأدى إلى زيادة معاداة السامية، لذلك قررت الجمعية إلغاء المحاضرة تجنباً للصراعات الداخلية.
كما قام «سعيد» بعمل فيلم وثائقي لتلفزيون الـ«بي بي سي» بعنوان «في البحث عن فلسطين»، ولم تنجح الـ بي بي سي في عرضه في قنوات الولايات المتحدة.
علق سعيد على ذلك في «الثقافة المقاومة» الصادر سنة 2003 بتشبيه وضعه بوضع نعوم تشومسكي بوصفه عالماً لغوياً كبيراً ويلقى التكريم على ذلك، لكنه في الوقت نفسه مذموم ويلقى التهم بمعاداة السامية وعبادة هتلر ويتابع شرحه الأمر فيقول:
| إدوارد سعيد | من غير المقبول لأي شخص إنكار معاداة السامية والتجربة الرهيبة للهولوكوست، نحن لانريد طمس أو عدم توثيق المعاناة البشرية لأي أحد لكن في الوقت نفسه هناك فرق كبير بين الاعتراف بالمعاناة اليهودية واستخدامها لتغطية معاناة شعب آخر | إدوارد سعيد |

شعار المبادرة الوطنية الفلسطينية

ساهم إدوارد سعيد سنة 2003 مع حيدر عبد الشافي وإبراهيم الدقاق ومصطفى البرغوثي في تأسيس المبادرة الوطنية الفلسطينية والتي ابتغت تأسيس قوةٍ ثالثةٍ في السياسة الفلسطينية الديمقراطية منافسة لفتح وحماس.
حصل عالم علم الإنسان ديفيد برايس سنة 2006 على 146 صفحةٍ من أصل ملفٍّ مكونٍ من 238 صفحةٍ للإف بي آي تكشف أن «سعيد» كان تحت المراقبة منذ بداية 1971 (أي قبل أن يغدو عضواً في المجلس الوطني الفلسطيني وقبل أن يرى كتابه «الاستشراق» النور) ولم يستطع الحصول على معلومات حول العشرين السنة الأخيرة من حياته.

### نقده للسياسة الخارجية الأمريكية
نقد إدوارد سعيد في الطبعة المنقحة لكتاب «تغطية الإسلام» الصادر سنة 1997 التقارير المنحازة للصحافة الغربية وخصوصاً وسائل الإعلام حول المؤامرات الإسلامية لتفجير المباني، وتسميم المياه وتخريب الطائرات التجارية.
وقد عارض السياسة الخارجية الأمريكية في الشرق الأوسط والعديد من الأماكن الأخرى، منتقداً مشاركة الولايات المتحدة في كوسوفو وقصف العراق أثناء ولاية الرئيس الأمريكي بيل كلينتون، كما كان الدعم الأمريكي لإسرائيل موضع نقد متواصل من قبله. وعلى الرغم من تزايد معاناته بسبب مرض اللوكيميا فإنه أمضى العديد من أشهره الأخيرة في نقد ومهاجمة غزو العراق (2003). فعلى سبيل المثال قال في مقابلة له مع جريدة الأهرام في أبريل/نيسان 2003:
| إدوارد سعيد | اعتقادي الراسخ -على الرغم من عدم وجود أي دليلٍ بالمعنى التقليدي للكلمة- بأنهم يريدون تغيير الشرق الأوسط برمته والعالم العربي. ربما يتم تقسيم بعض الدول وتدمير ما يسمى مجموعات الإرهاب وتنصيب أنظمة صديقة للولايات المتحدة. لكنني أعتقد أن هذا الحلم لا يوجد له سوى أساساتٍ قليلةٍ على أرض الواقع، فالمعلومات التي يملكونها عن الشرق الأوسط والتي حصلوا عليها من قبل من نصحوهم يمكن القول عنها إنها خارج التاريخ ومتضاربة بشكلل كبير....... لا أعتقد أن الخطط لمرحلة ما بعد صدام وما بعد الحرب كانت مرضية، فلم يملك سكرتير وزارة الخارجية وسكرتير وزارة الدفاع معلوماتٍ عن الهيكلية التي سينشرون الجند وفقها ولا فكرة عن المؤسسات الموجودة. أمام شهادتهم للكونغرس قبل بضعة أشهر على الرغم من أنهم يريدون المحافظة على مراكزهم..... وينطبق الشيء نفسه على موقفهم من الجيش، إضافة إلى نظرتهم التي لا ترى فائدة في المعارضة العراقية التي أنفقوا عليها الملايين، أما في نموذج أفغانستان فإنهم يأملون مساعدة الأمم المتحدة، لكني أشك بذلك نظراً للمواقف الروسية والفرنسية | إدوارد سعيد |

## الموسيقا

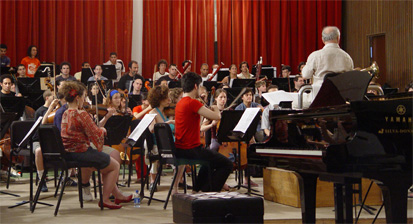
جانب من التدريب الأوكسترا في إشبيلية

لم يك إدوارد سعيد من محبي الموسيقا فقط، لكن عازف بيانو بارعاً أيضاً. وقد كتب العديد من المواضيع حول الموسيقا في مجلة «ذا نيشن» لعدة سنوات. كما ألف ثلاثة كتب حول الموسيقا، وهي «متتاليات موسيقية» وكتاب «المتشابهات والمتناقضات: استكشافات في الموسيقا والمجتمع» بالاشتراك مع دانييل بارينبويم، والأخير بعنوان عن «النموذج الأخير: الموسيقا والأدب ضد التيار». رأى سعيد في الموسيقا انعكاساً لأفكاره في الأدب والتاريخ ووجد إمكانية حياةٍ حقيقيةٍ في أجزائه وإنجازاته الجريئة. وقد نشرت له عن جامعة كولومبيا بعد وفاته (2007) مجموعة مقالاتٍ بعنوان «حدود الموسيقا».
تأثر المؤلف الموسيقي محمد فيروز بكتابات سعيد، فقد عنون سيمفونيته الأولى باسم «تحية إلى الراقصة بيلي»، بينما عنون سوناتا البيانو باسم «تأملات في المنفى» استيحاءً من اسم مذكرات إدوارد سعيد.
أسس سنة 1999 بالاشتراك مع صديقة دانييل بارينبويم أوركسترا الديوان الغربي الشرقي. تتألف الفرقة من شبانٍ من فلسطين وإسرائيل وبعض الدول العربية المجاورة، وقد أدت معزوقاتها على نطاق عالمي بما فيها فلسطين وإسرائيل. وعمل مع بارينبويم على تأسيس مؤسسة بارينبويم-سعيد ومقرها إشبيلية. تلقت هذه المؤسسة تمويلاً من الحكومة سنة 2004 ووضعت أهدافاً تتضمن «التعليم من خلال الموسيقا» بالإضافة إلى إدارة فرقة أوركسترا الديوان الغربي الشرقي. كما ساعدت في عدة مشاريع مثل أكاديمية دراسات الأوركسترا، والتربية الموسيقية في فلسطين ومشروع التعليم الموسيقي المبكر للأطفال في إشبيلية.

## الجوائز
إلى جانب تكريمه بعضويات والمشاركة في العديد من المؤسسات المرموقة، حصل إدوارد سعيد على عشرين شهادةً فخريةً من جامعاتٍ عالمية. فحصل من جامعة هارفرد على جائزة بودوان (Bowdoin Prize)، وعلى جائزة ليونيل تريلينغ (Lionel Trilling Award) مرتين، أولاهما كانت النسخة الأولى من هذه الجائزة. كما حصل على جائزة ويليك (Wellek Prize) من قبل الجمعية الأمريكية للأدب المقارن، وعلى جائزة اسبينوزا. وسنة 2001 حصل على جائزة لانان الأدبية عن مجمل إنجازاته، وسنة 2002 نال جائزة أمير أستورياس، وكان أول أمريكي يحصل على جائزة سلطان بن علي العويس وسنة 1999 حصلت سيرته الذاتية «خارج المكان» على جائزة نيويوركر لفئة غير الروايات وسنة 2000 على جائزة كتب أنسفيلد وولف للفئة نفسها، وجائزة مورتون داوين زابل للأدب (Morton Dauwen Zabel). كما دُوّن اسمه كراعٍ فخري لجامعة الجمعية الفلسفية وكلية ترينتي في دبلن بعد وفاته بوقت قصير.

## وفاته

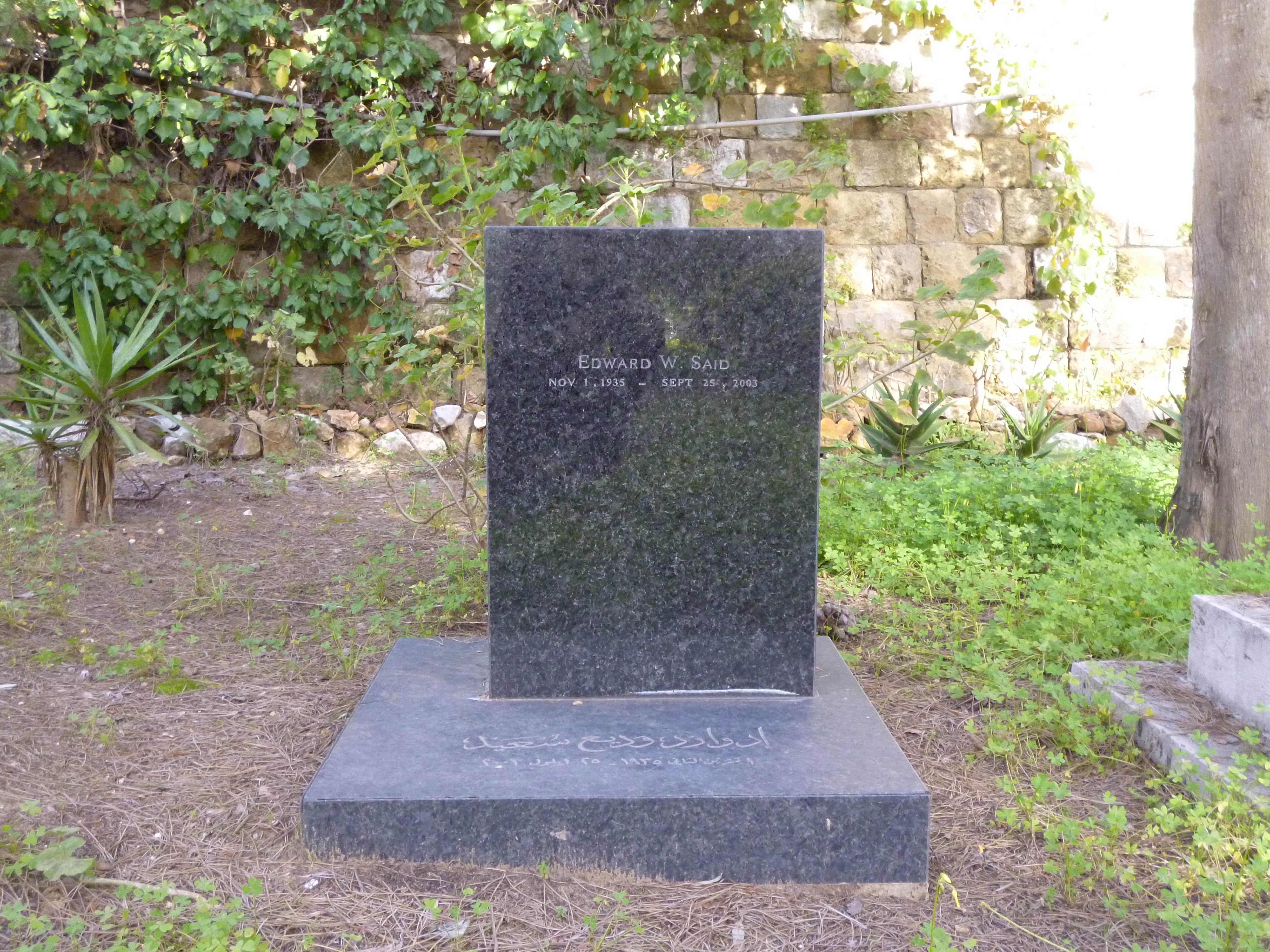
قبر إدوارد سعيد

«أيّاً كانت إنجازات المنفي فإنها خاضعةٌ على الدوام لإحساس الفقد» -إدوارد سعيد-
أمضى إدوارد سعيد جلّ حياته في الغربة، وهو عتب فيما بعد على أهله أشد العتب لأنهم لم يسمحوا له بالانخراط في مجتمعه الذي نشأ فيه، وبالتالي لم يتسنّ له معرفته معرفةً وثيقة، وقد سمّى غربته بالنفي. يتحدث عن رؤيته في سيرته الذاتية: «المنفى هوّةٌ قسريةٌ لا تنجسر بين الكائن البشري وموطنه الأصلي، وبين النفس ووطنها الحقيقي، ولا يمكن التغلب على الحزن الناجم عن هذا الانقطاع، وأيّاً كانت إنجازات المنفي فإنها خاضعةٌ على الدوام لإحساس الفقد».
توفي إدوارد سعيد في إحدى مشافي نيويورك صباح 25 سبتمبر/أيلول 2003 عن عمرٍ ناهز سبعةً وستين عاماً بعد صراعٍ لنحو عشرة أعوامٍ مع مرض ابيضاض الدم الليمفاوي المزمن (اللوكيميا)، وقد أوصى أن ينثر رماده في دولةٍ عربيةٍ واختار لبنان ونقل رماده في 30 أكتوبر/تشرين الأول 2003 إلى مقبرة برمّانا الإنجيلية في جبل لبنان بحضور شقيقته روزماري سعيد زحلان، وزوجته مريم وولديه نجلاء ووديع وبعض الأصدقاء المقربين بناءً على وصيته. وقد خلف زوجته مريم وابنه وديع وابنته نجلاء وهي ممثلة وكاتبة مسرحية ومؤسسة وعضوة في المسرح العربي الأمريكي الجماعي «نبراس».
نشر العديد من الكتاب المرموقين كلمات تأبينٍ لإدوارد ومن بينهم ألكسندر كوكبيرن وشيموس دين وكريستوفر هيتشنز وتوني جدت ومايكل وود وطارق علي.
بعد وفاته أسست جامعة كولومبيا كرسي إدوارد سعيد للدراسات العربية في قسم التاريخ شغله رشيد الخالدي وأعادت جامعة بيرزيت سنة 2004 تسمية مدرستها الموسيقية باسم معهد إدوارد سعيد الوطني للموسيقا تكريماً له.
عام 2008 نشرت دار فيرسو كتاباً بعنوان «في انتظار البرابرة: ألف تحية لإدوارد سعيد» يحوي مقالاتٍ لخمسة عشر كاتباً من بينهم رشيد الخالدي وإلياس خوري وأكيل بيلجرامي.
ونشرت دار جامعة كاليفورنيا في أغسطس/آب 2010 كتاباً ضم عدداً كبيراً من المقالات لتسعةٍ وعشرين كاتباً حول مساهمات إدوارد سعيد الفكرية وقد حرره عادل اسكندر وحاكم رستم وعنون الكتاب بـ«إدوارد سعيد: إرث من التحرير والتمثيل». تضمن الكتاب مقابلات مع نعوم تشومسكي وغاياتري سبيفاك ودانييل بارينبويم إضافة إلى كتابات لجوزيف مسعد وجاكلين روز وأفي شلايم وإيلان بابي وغيرهم كثير

## قائمة كتبه
| المؤلفات | المؤلفات                                                                    | المؤلفات                                                                                              | المؤلفات |
| السنة    | اسم الكتاب                                                                  | ملاحظات                                                                                               | الناشر |
| -------- | --------------------------------------------------------------------------- | --- | --- |
| 1966     | جوزيف كونراد ورواية السيرة الذاتية                                          | Joseph Conrad and the Fiction of Autobiography                                                        | جامعة هارفرد للنشر. أعيد طبعه من قبل جامعة كولومبيا للنشر سنة (2007) ISBN 0-231-14004-5                                                                                                  |
| 1975     | بدايات: القصد والمنهج                                                       | | بازيك بوك، ISBN 0-465-00580-2. إعادة طباعة من قبل جامعة جونز هوبكنز للنشر سنة (1978) ISBN 0-8018-2085-5. طبعة جديدة سنة (1985) جامعة كولومبيا للنشر، ISBN 0-231-05937-X                  |
| 1978     | الاستشراق                                                                   | Orientalism                                                                                           | بانثون بوكس، ISBN 0-394-42814-5. إعادة طباعة عن فينتاج بوكس سنة 1979، الطبعة 25 عن بينغوين كلاسيك سنة (2003) ISBN 0-394-74067-X، التذييل المضاف للكتاب سنة 1995 لديه: ISBN 0-14-118742-5 |
| 1979     | مسألة فلسطين                                                                | The Question of Palestine                                                                             | تايمز بوكس، ISBN 0-8129-0832-5. إعادة نشر عن فينتاج بوكس سنة 1980، ISBN 0-394-74527-2. إعادة نشره مع مقدمة وخاتمة جديدة سنة 1992 عن فينتاج بوكس، ISBN 0-679-73988-2                      |
| 1981     | تغطية الإسلام: كيف تحدد وسائل الإعلام والخبراء الطريقة التي نرى فيها العالم | Covering Islam                                                                                        | بانثون بوكس، ISBN 0-394-50923-4, ISBN 0-394-74808-5. نسخة منقحة سنة 1997 عن فينتاج بوكس، ISBN 0-679-75890-9                                                                              |
| 1983     | العالم والنص والناقد                                                        | The world, the Text and the Critic                                                                    | جامعة هارفرد للنشر، ISBN 0-674-96186-2 |
| 1986     | ما بعد السماء الأخيرة: حياة الفلسطينيين                                     | مع صور لجين مور                                                                                       | بانثون بوكس، ISBN 0-394-54413-7, ISBN 0-394-74469-1. فابر آند فابر، ISBN 0-571-13683-4. إعدة طبعه عن جامعة كولومبيا للنشر سنة 1999, ISBN 0-231-11449-4 (paperback)                       |
| 1988     | القومية والاستعمار والأدب: ييتس ونهاية الاستعمار                            | | فيلد جاي، ISBN 0-946755-16-7 |
| 1990     | القومية والاستعمار والأدب                                                   | إعادة الطباعة مع مقالات لتيري إيغليتون وفريدريك جامسون ومقدمة لسيموس ديان                             | جامعة مينيسوتا للنشر، ISBN 0-8166-1862-3, ISBN 0-8166-1863-1 |
| 1991     | متتاليات موسيقية                                                            | | جامعة كولومبيا للنشر، ISBN 0-231-07318-6 |
| 1993     | الثقافة والإمبريالية                                                        | Culture and Imperialism                                                                               | راندوم هاوس، ISBN 0-394-58738-3. إعادة الطبع عن فينتاج سنة 1994, ISBN 0-679-75054-1 |
| 1993     | إدوارد سعيد: القارئ الناقد                                                  | تحرير ميشيل سبرينكر                                                                                   | ويلي-بلاكويلي، ISBN 1-55786-229-X |
| 1994     | سياسة التجريد: كفاح شعب فلسطين لتقرير المصير 1969-1994                      | | باثيون بوكس، ISBN 0-679-43057-1 |
| 1994     | تمثيل المثقف: محاضرات ريث 1993                                              | | بانثيون بوكس، ISBN 0-679-43586-7 |
| 1995     | السلام والسخط عليه: مقالات عن فلسطين وعملية السلام في الشرق الأوسط          | كتب التمهيد كريستوفر هيتشنز                                                                           | فينتاج بوكس، ISBN 0-679-76725-8 |
| 1999     | خارج المكان: سيرة ذاتية                                                     | Out of Place. فاز سنة 1999 بجائزة نيويوركر بوك.                                                       | كنوبف، ISBN 0-394-58739-1 |
| 2000     | إدوارد سعيد القارئ                                                          | تحرير مصطفى بيومي وأندرو روبين                                                                        | فينتاج بوك، ISBN 0-375-70936-3 |
| 2000     | نهاية عملية السلام: أوسلو وما بعدها                                         | | بانثيون بوكس، ISBN 0-375-40930-0. إعادة طبعها عن فينتاح بوكس سنة 2001، ISBN 0-375-72574-1                                                                                                |
| 2000     | تأملات من المنفى ومقالات أخرى                                               | | جامعة هارفرد للنشر، ISBN 0-674-00302-0 |
| 2002     | المتشابهات والمتناقضات: استكشافات في الموسيقا والمجتمع                      | بالاشتراك مع دانييل بارينبويم، تحرير وتمهيد أرا غوزليميان. Edited, with a preface, by Ara Guzelimian. | بانثيون بوكس، ISBN 0-375-42106-8. إعادة طباعة عن فينتاج بوكس 2004, ISBN 1-4000-7515-7 |
| 2003     | فرويد وغير الأوروبي                                                         | كتب المقدمة كريستوفر بولاس والتذييل جاكلين روز                                                        | فيرسو بوكس، ISBN 1-85984-500-2 |
| 2004     | من أوسلو إلى العراق وخريطة الطريق                                           | كتب المدخل توني جودت والخاتمة وديع إدوارد سعيد                                                        | بانثيون بوكس، ISBN 0-375-42287-0 |
| 2004     | الإنسانية ونقد الديمقراطية                                                  | | جامعة كولومبيا للنشر، ISBN 0-231-12264-0 |
| 2006     | المواطن المتناقض: إدوارد سعيد                                               | تحرير سيلفيا ناجي زيكمي Silvia Nagy-Zekmi                                                             | ليكسينغتون بوكس، ISBN 0-7391-0988-X |
| 2006     | عن النموذج الأخير: الموسيقا والأدب ضد التيار                                | مدخل بقلم مريم سعيد والمقدمة بقلم ميشيل وود                                                           | بانثيون بوكس، ISBN 0-375-42105-X |

## وصلات خارجية
- إدوارد سعيد على موقع أرشيف الشارخ.
- إدوارد سعيد على موقع IMDb (الإنجليزية)
- إدوارد سعيد على موقع الموسوعة البريطانية (الإنجليزية)
- إدوارد سعيد على موقع مونزينجر (الألمانية)
- إدوارد سعيد على موقع إن إن دي بي (الإنجليزية)
- إدوارد سعيد على موقع قاعدة بيانات الفيلم (الإنجليزية)
- الموقع غير الرسمي لإدوارد سعيد
- صفحة إدوارد سعيد على موقع أبجد
- صفحة اقتباسات إدوارد سعيد على [وصلة مكسورة] موقع أبجد